# Zam (département)
Pour les articles homonymes, voir Zam.
Ne doit pas être confondu avec Zamo (département).
Cet article concerne le département et la commune rurale. Pour le village chef-lieu, voir Zam (Zam).
Zam est un département et une commune rurale de la province du Ganzourgou, situé dans la région du Plateau-Central au Burkina Faso.
En 2006, la population du département comptabilisait 40 167 habitants.

## Villages
Le département et la commune rurale de Zam compte trente-cinq villages, dont le village chef-lieu homonyme (populations actualisées en 2006) :
- Amdalaye (390 habitants)
- Boulgou (813 habitants)
- Damigoghin (995 habitants)
- Damongto (1 134 habitants)
- Dassimpouigo (1 005 habitants)
- Dawaka (2 430 habitants)
- Gandéongo (1 030 habitants)
- Ipala (795 habitants)
- Kiéglessé (658 habitants)
- Komgnessé (939 habitants)
- Koratinga-Peulh (294 habitants)
- Koratinga (2 128 habitants)
- Kougri (5 122 habitants)
- Kroumwéogo (1 103 habitants)
- Lallé (1 373 habitants)
- Nabmalgma (556 habitants)
- Nahoutinga (1 180 habitants)
- Nangbangdré (826 habitants)
- Pissi (819 habitants)
- Pousghin (1 068 habitants)
- Rapadama-Peulh (175 habitants)
- Rapadama-T (1 139 habitants)
- Sambtinga (386 habitants)
- Song-Naaba (981 habitants)
- Talembika (1 645 habitants)
- Toghin (1 001 habitants)
- Toyoko (1 238 habitants)
- Waltinga (710 habitants)
- Wayen-Rapadama (1 416 habitants)
- Wayen-Zam (382 habitants)
- Wéotinga (889 habitants)
- Yagma (633 habitants)
- Yarghin (517 habitants)
- Yorgho (1 730 habitants)
- Zam (2 667 habitants), chef-lieu